# Monte Maolo
Il Monte Maòlo è una delle vette che costituiscono la catena del Monte Capanne, nel settore occidentale dell'isola d'Elba.

## Nome
Attestato per la prima volta nel 1738 come Monte Maiólo e successivamente Maióro, era localmente noto nella forma Maùlo e Montimàolo. L'etimologia del toponimo è riconducibile all'aggettivo latino maior («maggiore», «vasto») con probabile riferimento alla larghezza della sua vetta.

## Ambiente
Il Monte Maòlo, come tutte le vette vicine, è costituito dal plutone monzogranitico del Monte Capanne. Nei pressi della cima si trova la Fonte alla Chiova, una sorgente che nel nome tradisce un'origine còrsa (chiova sta per «zolla erbosa»). A breve distanza, oltre ad alcuni caprili, esiste uno stretto recinto naturale di rocce detto Acchiappacavalli, all'interno del quale erano radunati i cavalli che sino alla metà del XX secolo venivano fatti pascolare nel luogo.

## Flora e fauna
La vegetazione tipica è composta da gariga a cuscinetti spinosi di Genista desoleana, insieme ad alcuni esclusivi endemismi vegetali: la viola del Monte Capanne (Viola corsica ilvensis) e il fiordaliso del Monte Capanne (Centaurea ilvensis). Da segnalare la presenza di Salix atrocinerea.
La fauna è rappresentata essenzialmente dal venturone còrso, dal corvo imperiale e dalla martora.